# Port de la Drassana
El Port de la Drassana és una atracció de PortAventura Park.
L'atracció tanca uns minuts abans de començar l'espectacle del llac. L'edifici de l'atracció reprodueix una drassana, i podem veure tots els elements que s'utilitzen per a la construcció de les barques. Hi ha tres tipus de barques una a Polynesia, una a la Mediterrània i una altra a China.
La destinació és Waitan Port a la China, passant per Polynesia.